# Mesopsylla tuschkan
Mesopsylla tuschkan är en loppart som beskrevs av Wagner et Ioff 1926. Mesopsylla tuschkan ingår i släktet Mesopsylla och familjen smågnagarloppor.

## Underarter
Arten delas in i följande underarter:
- M. t. tuschkan
- M. t. andruschkoi
- M. t. mesa
- M. t. propinacta